# Szent Benedek regulája
Szent Benedek regulája egy szerzetesi regula, amelyet Nursiai Benedek a 6. század első felében írt. Bencés regulának is nevezik. Ma a szoros értelemben vett bencéseken kívül a bencés reformkongregációk és az örmény mechitáristák követik.

## A regula jellemzői
Fő jellegzetességei és erősségei, amelyekkel különbözik a korábbi szabályoktól :
- Megszüntette a korábbi remeteség és szerzetesség felemás állapotát.
- Kötelezővé tette az állandóságot (stabilitas loci), ezzel megszüntette a szerzetesek önkényes vándorlását, amely sok visszaélést szült.
- Behozta a szerzetesi fogadalmakat.

Utasításokat tartalmaz az istentiszteletre, a szerzetes magatartására (alázat, engedelmesség, hallgatás), az újoncok felvételére, az apátválasztásra, a kolostori javak kezelésére és a mindennapi életre vonatkozóan.
A regula az apátot (abbas) állítja a kolostor élére. Az apát Krisztus helyettese, a szerzetescsalád atyja, legfőbb irányítója, akinek fő kötelessége, hogy példájával és tanításával vagy ha kell, büntetéssel is az erények útjára vezesse a rábízottakat. Az apát választás útján kerül a kolostor élére, aki fontos döntések előtt köteles meghallgatni az egész kolostori család véleményét. Helyettese a perjel, segítői pedig a szerzetesek kisebb (tizes) csoportjainak a vezetői, a dékánok. Fontos szerepet tölt be a kolostorban a házgondnok, aki nemcsak a gazdasági ügyeket irányítja, hanem gondot visel a betegekre, a gyerekekre, a vendégekre és a szegényekre is. 
A Regula külön fejezetben foglalkozik a kolostor kapusával, akinek idősnek és okosnak kell lennie, hogy el ne csatangoljon és az érkezőknek értelmes válaszokat adjon. Különleges szerepet tulajdonít a Regula a felvételt kérők, a novíciusok vagy újoncok mesterének, akinek az a feladata, hogy bevezesse a jelentkezőket a szerzetesi életbe. 
A jelentkezőt nem szabad egykönnyen beengedni a kolostorba. Négy-öt napig a kapun kívül kell tartózkodnia, csak akkor léphet be, ha nyilvánvaló az állhatatossága, de néhány napig vendégként kell kezelni. Ezt követően kaphat helyet a novíciusok szobájában, ahol alaposan meg kell ismertetni vele a Regulát és a szerzetesélet nehézségeit, továbbá meg kell győződni elhatározásának komolyságáról. Ha az újonc kiállta a próbát, ünnepélyes fogadalmat tesz, ezzel teljes jogú szerzetessé válik és felöltheti a bencések egyszerű ruháját. A fogadalomban meg kell ígérnie, hogy a kolostort élete végéig nem hagyja el, hogy vállalkozik önmaga szüntelen tökéletesítésére és hogy vonakodás nélkül teljesíti a Regula előírásait. A kolostori élet természetszerűleg együtt járt a nőtlenséggel is, amelyről a Regula nem beszél kifejezetten, mert azt magától értetődőnek tartja. 
A Regula megköveteli a tulajdonról való teljes lemondást, ugyanakkor felszólítja az apátot, hogy adjon meg szerzeteseinek minden szükségeset. Előírja, hogy a testvérek az éghajlatnak megfelelően öltözködjenek, közös hálóteremben, de külön ágyakban aludjanak, böjti időn kívül naponta kétszer, böjtben naponta egyszer étkezzenek, húst ne fogyasszanak, minden nap kapjanak egy hemina (kb. 3 dl) bort is, étkezés alatt ne beszéljenek, hanem a felolvasott jámbor szöveget hallgassák. 
A Regula előírta napirendet az „imádkozzál és dolgozzál” elv fogja keretbe. Éjszaka, virradatkor, majd napközben, az esti imáig még ötször kell közösen zsolozsmázni a testvéreknek és részt kell venniük a közös szentmisén is. Az esti ima után szigorú csendet kell tartani, amelynek megszegéséért a Regula súlyos büntetést helyez kilátásba. Mivel a tétlenség a lélek ellensége, a testvéreknek szellemi és testi munkát is kell végezniük. Naponta kb. 2 órát kell a szerzeteseknek olvasással tölteni (vasárnap és nagyböjtben ennél többet is). 
Szent Benedek közösségében gyermekek is voltak: azok a kiskorú Fiúk, akiket szüleik ajánlottak fel Istennek (oblátusok). Nekik - és az öregeknek - nem kellett a Regula minden szigorú előírását be- tartaniok. A kolostorban nevelkedett gyermekek, miután nagykorúságukat elérték, minden külön próbatétel nélkül szerzetesekké váltak. Szent Benedek fiai befogadták az idegeneket, a zarándokokat is, akikre úgy tekintettek, mint Krisztusra, s akiknek szállást és élelmet biztosítottak. 
A Regula ellen vétőket különféle fokozatú büntetésekkel sújtották, amelyeknek a mértékét a bűnhöz szabták, a bűn nagyságát pedig az apát ítélte meg. A kisebb hibák büntetése az asztalközösségből való kirekesztés volt, azaz a kiközösített szerzetesnek egyedül kellett étkeznie. A súlyosabban vétőket a Regula nemcsak az asztalközösségből, hanem az imateremből, a közös zsolozsmázásból is kizárja. Az ilyen szerzetessel senki sem érintkezhet, ezért egyedül kell dolgoznia is. Ha ez a büntetés sem használna, akkor a testi fenyítés, a megvesszőzés következik, illetőleg - végső esetben - a szerzetesközösségből való végleges kizárás. Ha gyermekek vagy serdülők vétkeznének, szigorú böjttel és kemény veréssel kell megbüntetni őket, mert ők még nem tudják megérteni,hogy milyen büntetést jelent a kiközösítés. 
Regulája nem követel a szerzetesektől hősies áldozatokat, túlfeszített aszketikus gyakorlatokat vagy különlegesen szigorú böjtöket. Egyszerűen csak keresztény életprogramot ad, Krisztus követésére szólítja fel a szerzetest. 
Összegezve a következő utat jelöli ki a szerzetes számára:
- Az élvezetekről való lemondás (Ne elégítsd ki a test kívánságait!)
- A világi cselekedetektől való távolmaradás
- Ne szeresd a sok beszédet!
- Gyakran borulj le az imádság alatt!
- Gyűlöld a saját akaratodat!
- Az apát parancsainak mindenkor engedelmeskedj, még ha ő maga másként cselekednék is!

## A regula szövege
- Szent Benedek regulája (magyarul); Magyar Bencés Kongregáció Pannonhalmi Főapátság, Szent Benedek Iskolák, 2004
- Szent Benedek regulája. A Regula lelkiségének alapelemei című tanulmánnyal; ford., bev. Söveges Dávid; 2. jav. kiad.; Bencés, Pannonhalma, 2012 (Patrisztika)